# Kanton Homécourt
Der Kanton Homécourt war von 1973 bis 2015 ein französischer Kanton im Arrondissement Briey, im Département Meurthe-et-Moselle und in der Region Lothringen; sein Hauptort war Homécourt.
Der Kanton Homécourt war 68,65 km² groß und hatte 17.122 Einwohner (Stand 1999), was einer Bevölkerungsdichte von 249 Einwohnern pro km² entsprach. Er lag im Mittel auf 222 Meter über dem Meeresspiegel, zwischen 175 m in Homécourt und 328 m in Saint-Ail.

## Lage
Der Kanton lag in der Nordhälfte des Départements Meurthe-et-Moselle.

Lage des Kantons Homécourt im Département Meurthe-et-Moselle
Lage des Kantons Homécourt im Arrondissement Briey

## Gemeinden
Der Kanton bestand aus neun Gemeinden:
| Gemeinde   | Einwohner Jahr | Fläche km² | Bevölkerungsdichte | Code INSEE | Postleitzahl |
| ---------- | -------------- | ---------- | ------------------ | ---------- | ------------ |
| Auboué     | 2.536 (2013)   | 4,54       | 559 Einw./km²      | 54028      | 54580        |
| Batilly    | 1.221 (2013)   | 6,37       | 192 Einw./km²      | 54051      | 54980        |
| Hatrize    | 772 (2013)     | 7,4        | 104 Einw./km²      | 54253      | 54800        |
| Homécourt  | 6.163 (2013)   | 4,44       | 1388 Einw./km²     | 54263      | 54310        |
| Jouaville  | 322 (2013)     | 11,32      | 28 Einw./km²       | 54283      | 54800        |
| Moineville | 1.105 (2013)   | 8,12       | 136 Einw./km²      | 54371      | 54580        |
| Moutiers   | 1.614 (2013)   | 6,82       | 237 Einw./km²      | 54391      | 54660        |
| Saint-Ail  | 435 (2013)     | 7,38       | 59 Einw./km²       | 54469      | 54580        |
| Valleroy   | 2.375 (2013)   | 12,26      | 194 Einw./km²      | 54542      | 54910        |

## Bevölkerungsentwicklung
| 1962   | 1968   | 1975   | 1982   | 1990   | 1999   | 2006   | 2012   |
| ------ | ------ | ------ | ------ | ------ | ------ | ------ | ------ |
| 22.676 | 23.573 | 21.760 | 19.568 | 17.900 | 17.122 | 17.159 | 16.693 |